# Gino Boccasile
Luigi Boccasile, detto Gino (Bari, 14 luglio 1901 – Milano, 10 maggio 1952), è stato un illustratore, pubblicitario e militare italiano.

## Biografia
Boccasile nasce nel centro di Bari (in via Quintino Sella), il 14 luglio 1901. Il padre Angelo Antonio Boccasile era un commerciante di vini che in seguito aprì una rappresentanza di profumi e cosmetici, la madre Antonia Ficarella era casalinga.
La prima giovinezza dell'artista è segnata da un terribile episodio, la perdita di un occhio a causa di uno schizzo di calce viva.

### La carriera
Alla morte del padre, Boccasile si trasferisce a Milano. Dopo un primo periodo di difficoltà economiche e incertezze di carriera, durante il quale per sopravvivere allestiva piccole vetrine dove esponeva statuine di figure contadine da lui fabbricate e dipinte a mano, decise di intraprendere una vera e propria carriera artistica orientandosi nel settore della pubblicità per immagini. Inizia a collaborare con lo studio grafico di Achille Luciano Mauzan, comincia a disegnare anche figurini e modelli d'abiti da donna. Subito impone il suo stile personalissimo: le vetrine che espongono i suoi lavori sono affollate dalle signore che ne decretano successo e notorietà.
Gli organizzatori della prima edizione della Fiera del Levante di Bari nel 1930 gli commissionarono una serie di trenta cartoline per commemorare l'avvenimento.
Per richiesta dello stesso Mauzan, che si era intanto trasferito e che rimarrà in sud America per molti anni, decide di partire per l'Argentina, ma il soggiorno a Buenos Aires durerà poco meno di due mesi. Gino Boccasile, Gi Bi come si firmava e come lo chiamavano gli amici, durante il viaggio in nave aveva conosciuto Alma Corsi, la sua futura moglie, che gli avrebbe dato due figli: Bruna (1934) e Giorgio (1935-1983, che diverrà illustratore e pittore). Subito dopo il rientro a Milano, riparte per Parigi facendosi conoscere anche come pittore, con l'esposizione di due quadri al Salon des Indépendants di Parigi nel 1932.
Rientrato in Italia, costituisce a Milano con l'amico Francesco Aloi un'agenzia di pubblicità, la ACTA (Azienda Commerciale Tecnico-Artistica), in Galleria del Corso. Collabora alla realizzazione grafica di numerose riviste tra cui La Donna, L'illustrazione, La Signorina Sette, con i periodici La Donna (1932), Dea e La Lettura (1934), Bertoldo (1936), Il Milione (1938) e L'Illustrazione del medico (1939).
Illustra collane di libri per ragazzi pubblicati da Rizzoli e Arnoldo Mondadori Editore (molti "Romanzi della Palma" e copertine dei "Romanzi di Cappa e Spada"), e collabora con l'editore Campi di Foligno alle illustrazioni di copertina del "Canzoniere della Radio".
La sua fama è dovuta soprattutto alle “Signorine Grandi Firme”, serie di fortunate illustrazioni a colori di figure femminili che comparivano sulle copertine della rivista Le Grandi Firme, una pubblicazione periodica fondata e diretta da Pitigrilli (Dino Segre) e in seguito trasformata in rotocalco settimanale da Cesare Zavattini (che all'epoca era il direttore editoriale della Arnoldo Mondadori Editore) dopo la vendita della testata stessa ad Arnoldo Mondadori. Per Le Grandi Firme Boccasile realizza 76 copertine, tra il 1937 e il 1938.
Propone nei suoi disegni un tipo di donna florida e procace, solare e mediterranea, utile all'immagine positiva che il regime vuole propagandare. E infatti nei propri cartelloni pubblicitari molto spesso il messaggio è affidato a formose ragazze dai vestiti aderenti.
Spesso si trova che sia stato tra i firmatari nel 1938 del Manifesto della razza in appoggio all'introduzione delle leggi razziali fasciste. Secondo la storica Paola Biribanti, non risulta invece da nessun documento che Boccasile abbia firmato il documento.

### Propaganda bellica

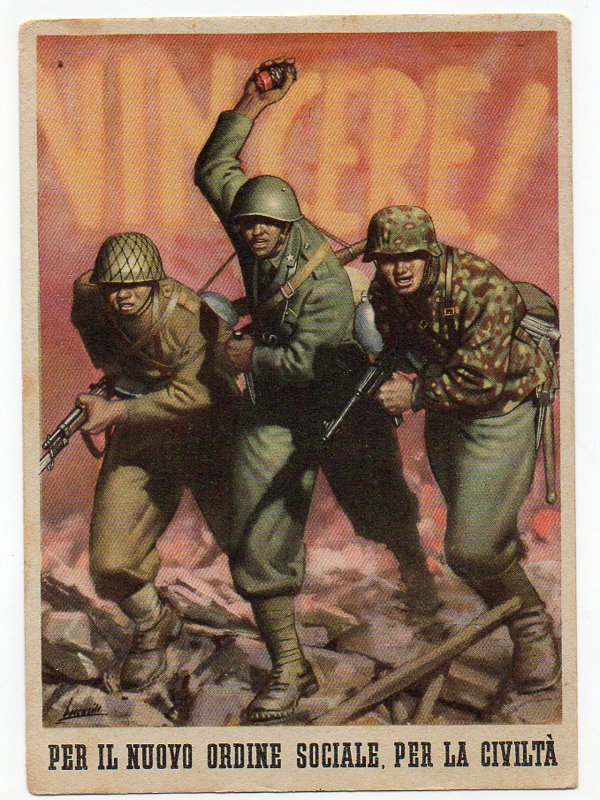
Cartolina delle forze armate

Durante la seconda guerra mondiale, a seguito della nomina a grafico propagandista da parte del Ministero della Guerra, la sua opera si orienta verso la propaganda bellica: si dedica all'esaltazione dei combattenti, delle armi, delle gesta italiane.
Dalle vittorie iniziali alle prime dure sconfitte: la resa del Duca d'Aosta all'Amba Alagi pone fine all'occupazione italiana dell'Etiopia, e Boccasile gli dedica il manifesto Ritorneremo. Nel 1942 viene pubblicata una serie di dodici cartoline a firma Boccasile, che descrivono le atrocità dei bolscevichi e le sofferenze del popolo russo oppresso dal regime comunista.

### Pubblicitario della RSI
Dopo l'8 settembre 1943 aderisce alla Repubblica Sociale Italiana di cui cura i manifesti di propaganda. Viene nominato tenente della 29 divisione granatieri delle SS italiane e continua incessantemente a produrre manifesti che celebrano il regime fascista repubblicano e la fedeltà all'alleanza con la Germania.
L'odio cresce e la guerra di Liberazione divampa: Boccasile non ammorbidisce le sue posizioni politiche ma anzi le radicalizza. I suoi manifesti parlano da soli: «nessuna pietà per traditori e ribelli», «resistenza armata all'invasore anglo-americano unico mezzo per riscattare l'onore dell'Italia infangato dal tradimento».
Sembra che sia lo stesso Mussolini a volerlo al suo fianco negli anni della RSI. In questo periodo i suoi manifesti diventano celebri icone per lo stato fascista che continuava a combattere a fianco dei tedeschi. Si racconta che il disegnatore abbia lavorato fino all'ultimo, con i militi della SS italiana che facevano la guardia intorno alla stanza in cui elaborava i suoi progetti.

### L'epurazione
Alla Liberazione, è incarcerato per collaborazionismo.
Assolto per non aver commesso reati, resta emarginato per qualche mese perché molti potenziali clienti lo ritengono troppo compromesso.
Riprende la sua attività dal 1946 soprattutto con la grafica pubblicitaria cambiando leggermente stile. Disegna alcune cartoline per il nuovo Movimento Sociale Italiano e per associazioni degli ex combattenti, ma anche disegni erotici molto espliciti per un editore inglese e per l'editore francese Lisieux per il quale illustra “Teofilo il satiro”.

### Il ritorno nella pubblicità

locandina pubblicitaria del 1950

Dal 1947, dopo aver avviato una sua agenzia di grafica, i suoi disegni invadono nuovamente i muri delle città e delle campagne con le pubblicità di quei giorni: dal Formaggino Mio alla Lama Bolzano, dall'Amaro Ramazzotti alle moto Bianchi, e poi ancora il dentifricio Chlorodont, le calzature Zenith, la Riunione Adriatica di Sicurtà, lo Yoghurt Yomo, i profumi Paglieri, lo shampoo Tricofilina.
La sua attività è soprattutto pubblicitaria, ma disegna anche per Il Travaso, Incanto, Paradiso e Sette. Su quest'ultima testata ripropone una nuova pin-up, "La Signorina Sette", ideale ripresa del personaggio creato per Le Grandi Firme, ma la morte lo coglie improvvisa quando ha da poco superato i cinquant'anni.
Muore a Milano il 10 maggio 1952, per un attacco di pleurite, mentre sta illustrando Il Decamerone del Boccaccio (tempera su cartoncino) nel quale lascerà incompiute 101 tavole a colori. Il Decamerone è la sua ultima opera. Verrà completata con tavole di Rino Albertarelli, Guido Bertoletti, Giorgio De Gaspari e Walter Molino e sarà pubblicata dalle Edizioni d'Arte "A la chance du bibliophile" di Milano nel 1955.
È stato sepolto presso il Cimitero Maggiore di Milano, ove i suoi resti sono stati in seguito collocati in una celletta.
Circa 350 dei suoi cartelloni pubblicitari fanno parte della Raccolta Salce, conservata presso il Museo civico Luigi Bailo di Treviso.

## Galleria d'immagini
Celebri manifesti di propaganda realizzati da Boccasile 

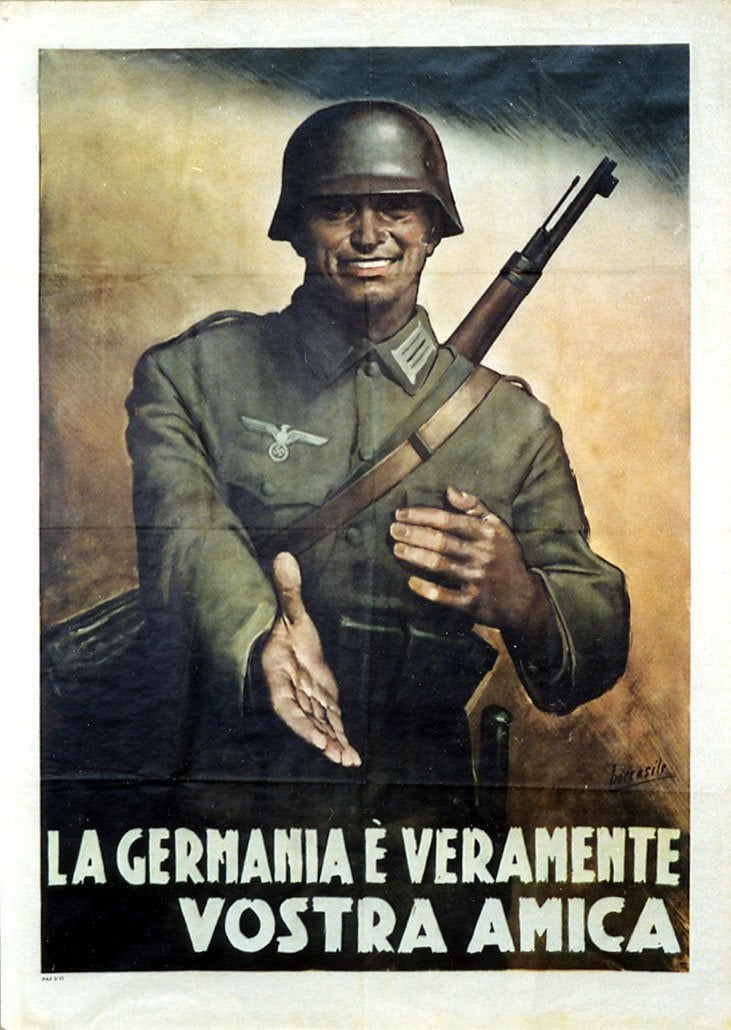
La Germania è veramente vostra amica
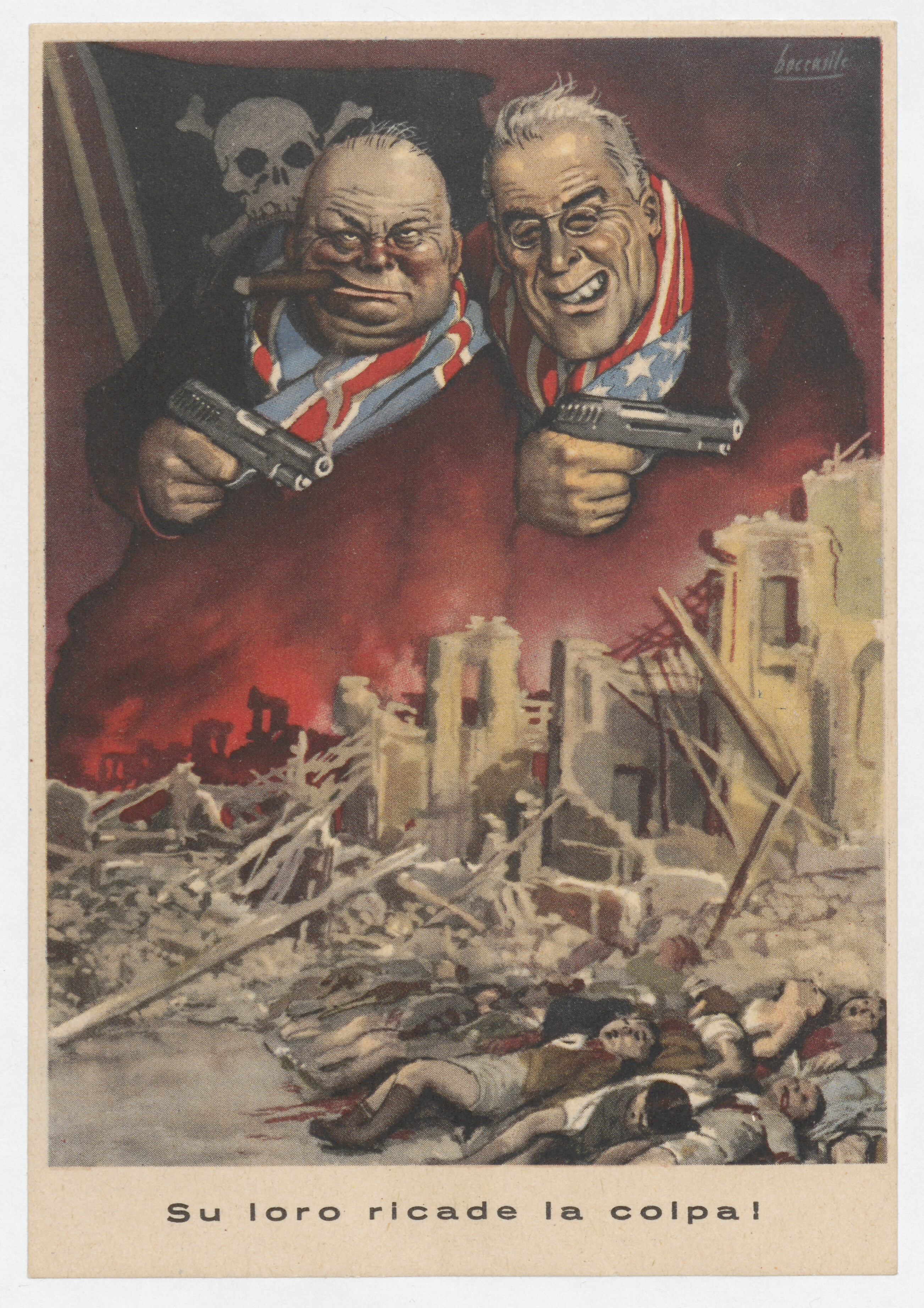
Su di loro ricade la colpa!, manifesto con caricature di Roosevelt e Churchill sui bombardamenti alleati
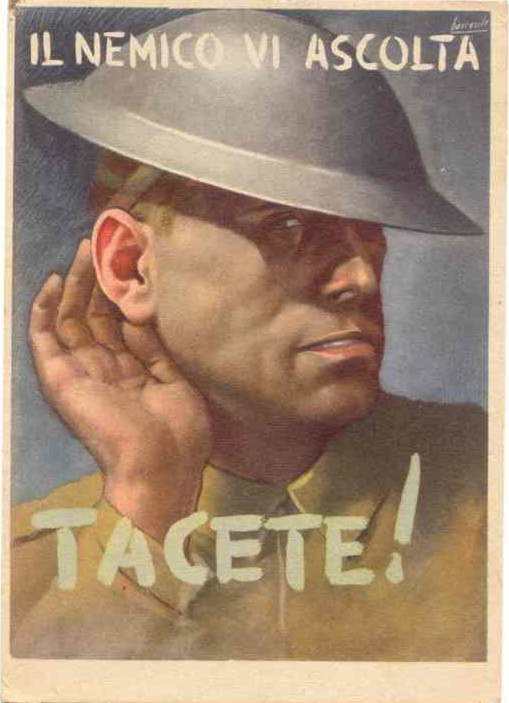
Tacete! Il nemico vi ascolta
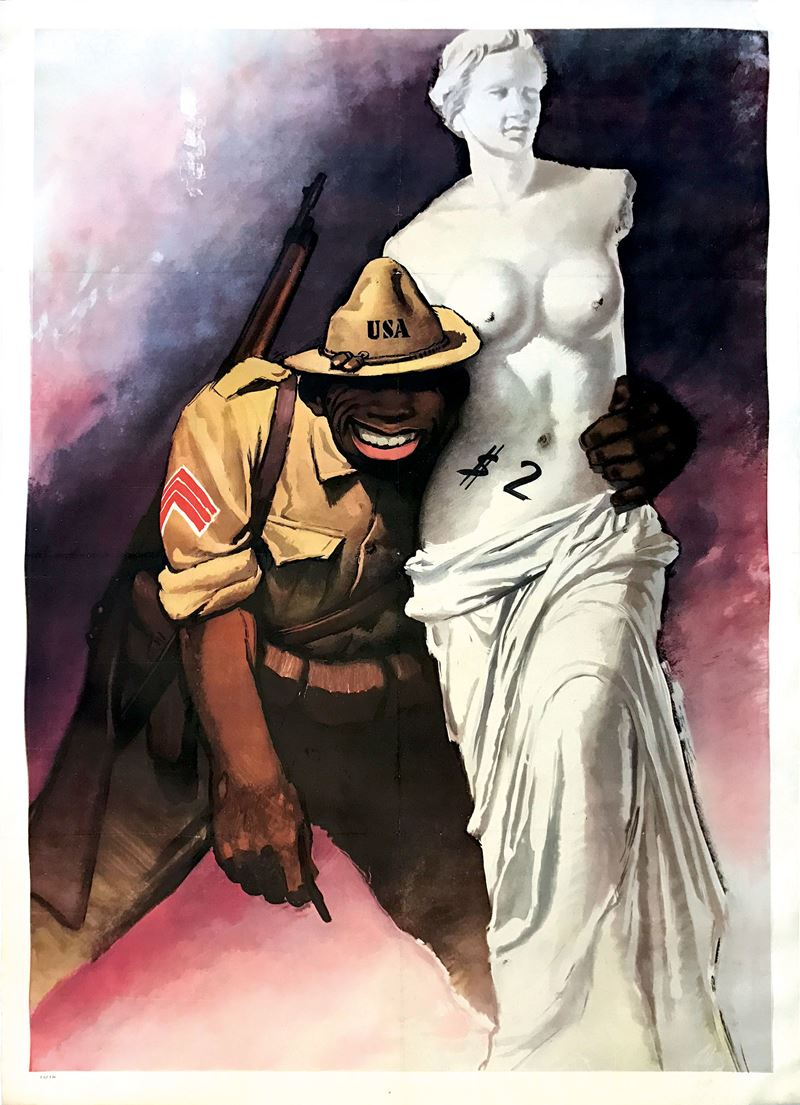
Manifesto razzista e antiamericano
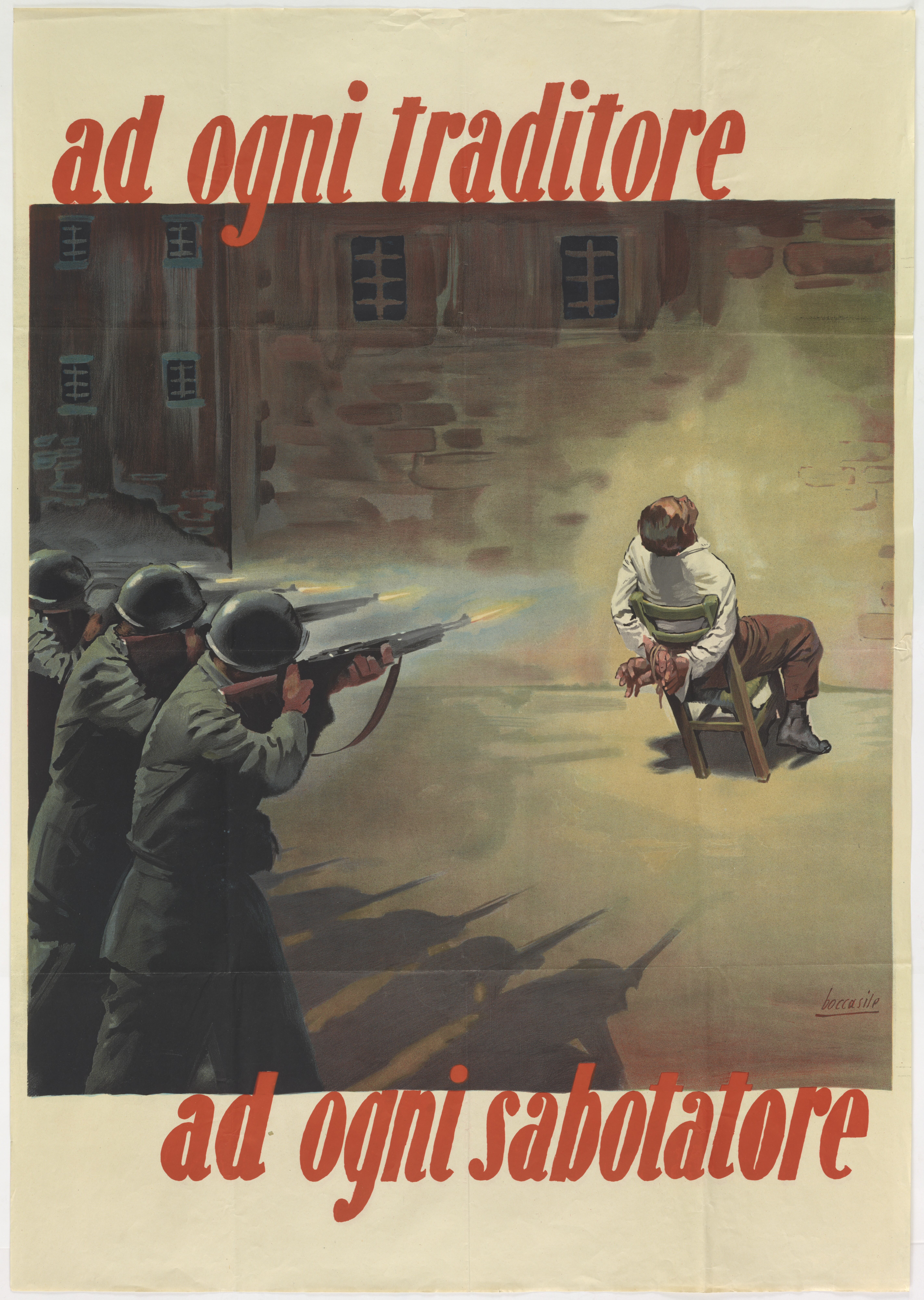
Ad ogni traditore, ad ogni sabotatore
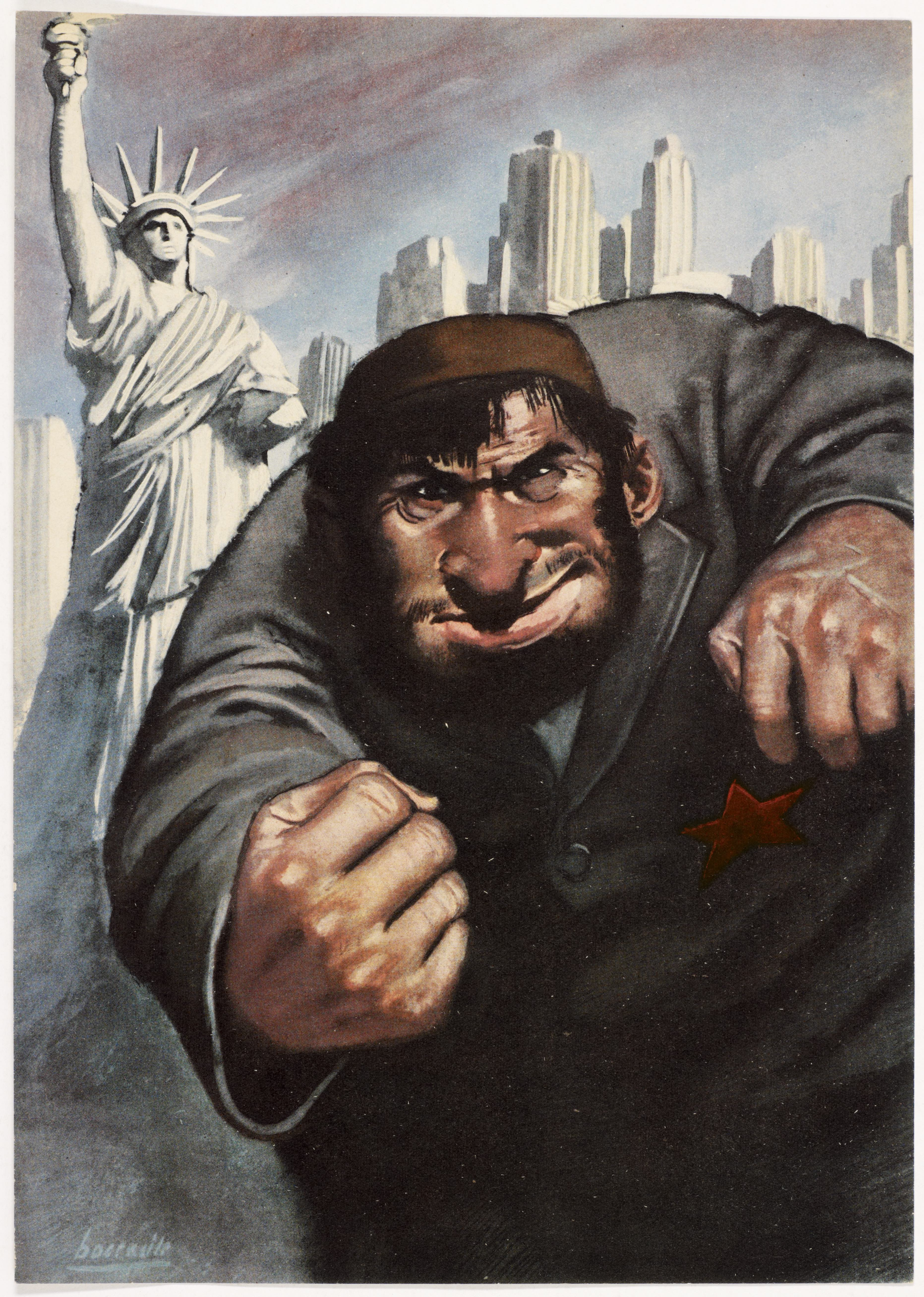
Manifesto antisemita
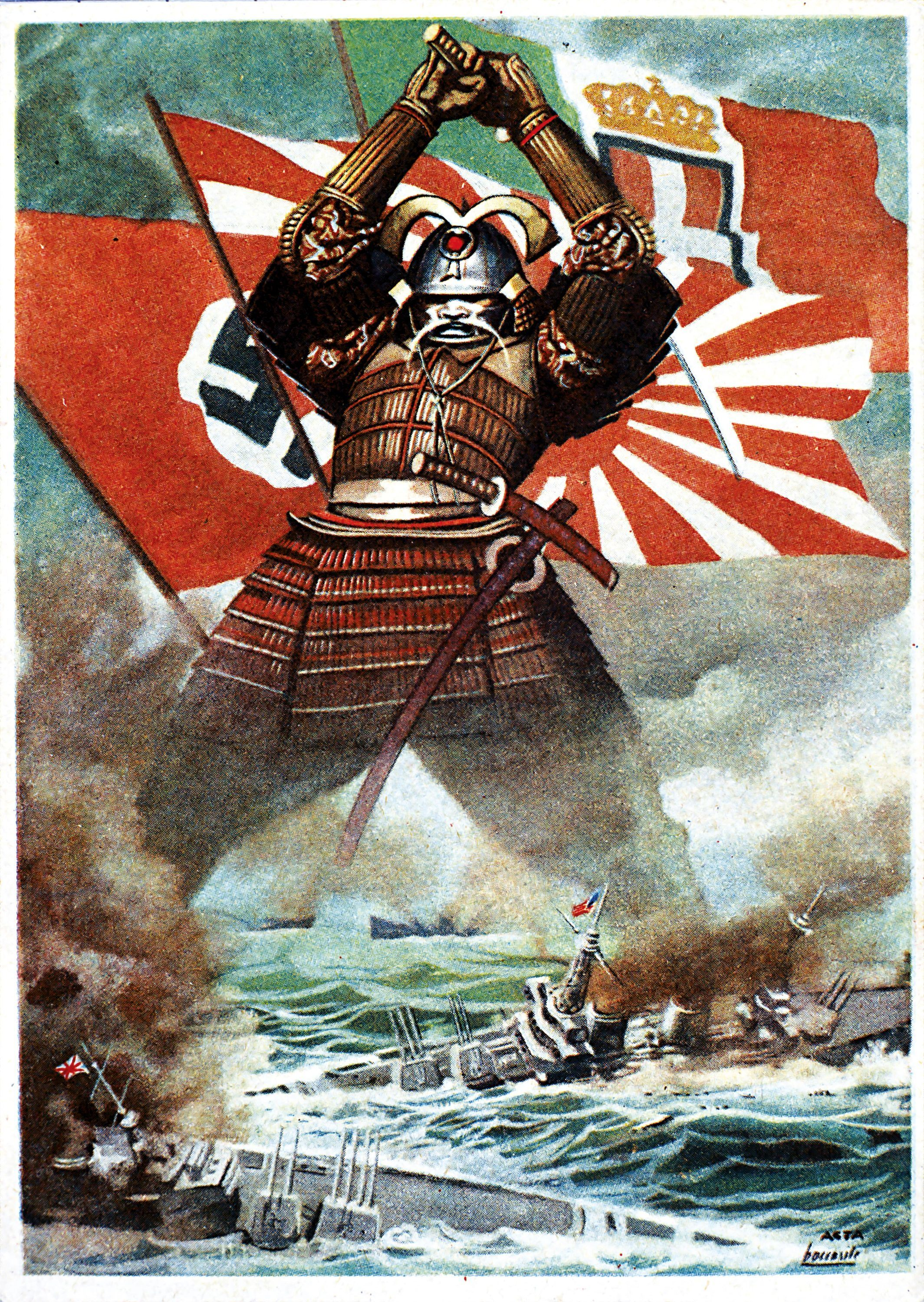
Cartolina celebrativa del Patto Tripartito
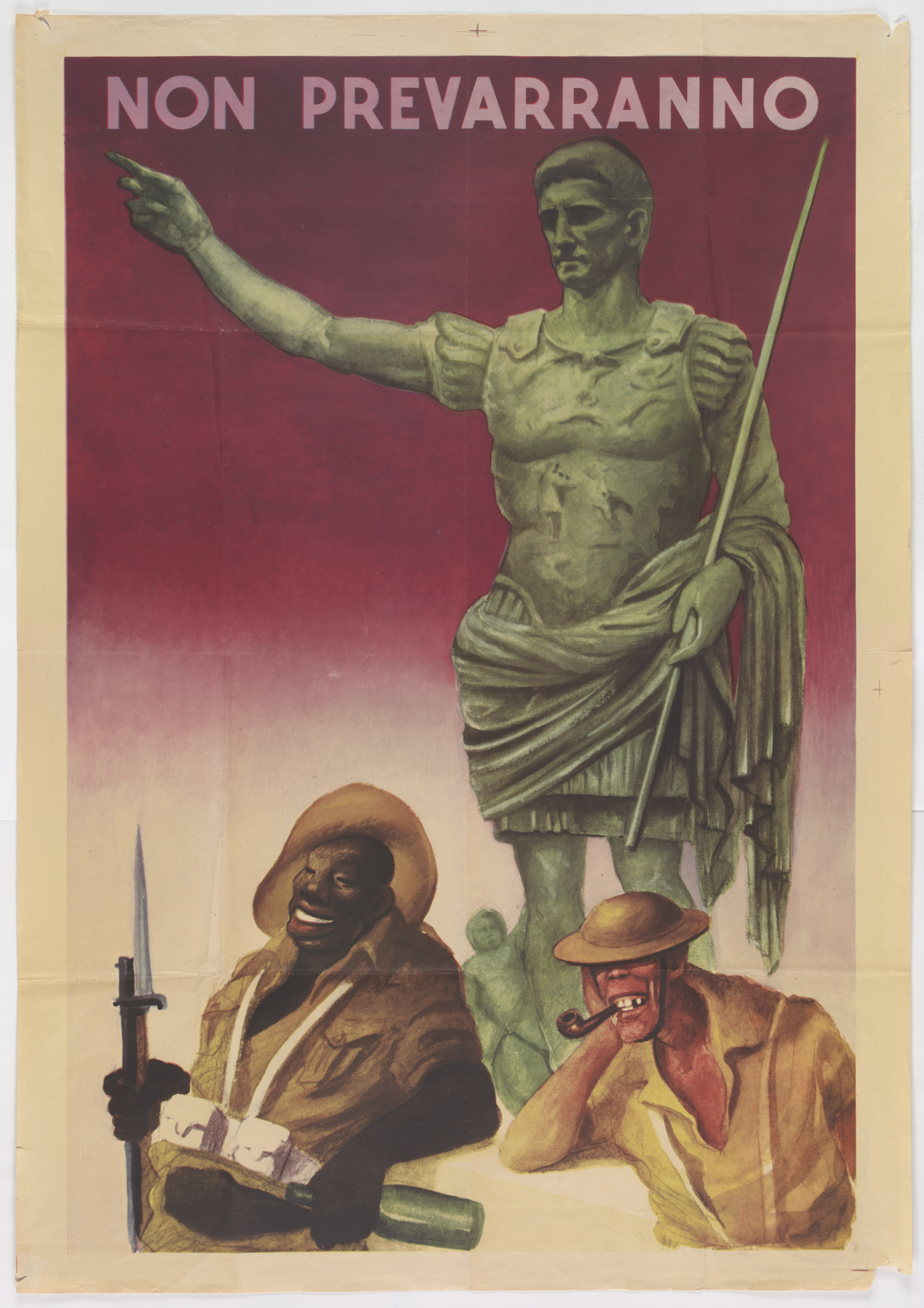
Non prevarranno, manifesto anti-alleato razzista con immagine della statua di Augusto di Prima Porta

## Principali manifesti
Oltre ai cartelloni di propaganda bellica eseguiti durante la Seconda Guerra Mondiale, è possibile citare:
- 1934 - Borotalco Roberts
- 1936 - Tricofilina
- 1939 - Diadermina
- 1939 - Irradio
- 1946 - Paglieri
- 1949 - Lama Bolzano
- 1950 - Millefiori Cucchi

## Pubblicazioni
- La signorina Grandi Firme. Longanesi, Milano,  1937
- Giovanni Boccaccio, Il Decamerone. Edizioni d'Arte, Milano, 1955 (con 101 tavole di Gino Boccasile).
- Boccasile. Catalogo delle cartoline, Ed. La Cartolina, 1993
- Repubblica Sociale. I Manifesti, Novantico Editrice, 2002